# Carmen Rendiles Martínez
Carmen Elena Rendiles Martínez, in religione María Carmen (Caracas, 11 agosto 1903 – Caracas, 9 maggio 1977), è stata una religiosa venezuelana, fondatrice della congregazione delle Serve di Gesù.

## Beatificazione
Il 18 dicembre 2017 papa Francesco ha approvato il riconoscimento di un miracolo attribuito all'intercessione della religiosa, autorizzandone la beatificazione. Il rito di beatificazione, presieduto dal cardinale Angelo Amato, è stato celebrato nell'Estadio Universitario di Caracas il 16 giugno 2018.